# Packington
Packington – wieś w Anglii, w hrabstwie Leicestershire, w dystrykcie North West Leicestershire. Leży 25 km na północny zachód od miasta Leicester i 164 km na północny zachód od Londynu.